# Charles Léon
Pour les articles homonymes, voir Léon.
Charles Léon dit le « comte Léon », également connu sous le nom de Charles Denuelle ou encore Léon Bonaparte, né le 13 décembre 1806 à Paris et mort le 14 avril 1881 à Pontoise, est le premier fils naturel de Napoléon Ier, empereur des Français. Élevé en France, il entame une carrière militaire et devient chef de bataillon de la garde nationale de Saint-Denis. Après l'établissement du Second Empire, il rencontre son cousin l'empereur Napoléon III.
Admirateur de son père, il tente de préserver le souvenir du Premier Empire et organise plusieurs commémorations. Après la chute de Napoléon III, il se retire de Paris et meurt à Pontoise, en 1881.

## Biographie

### Naissance

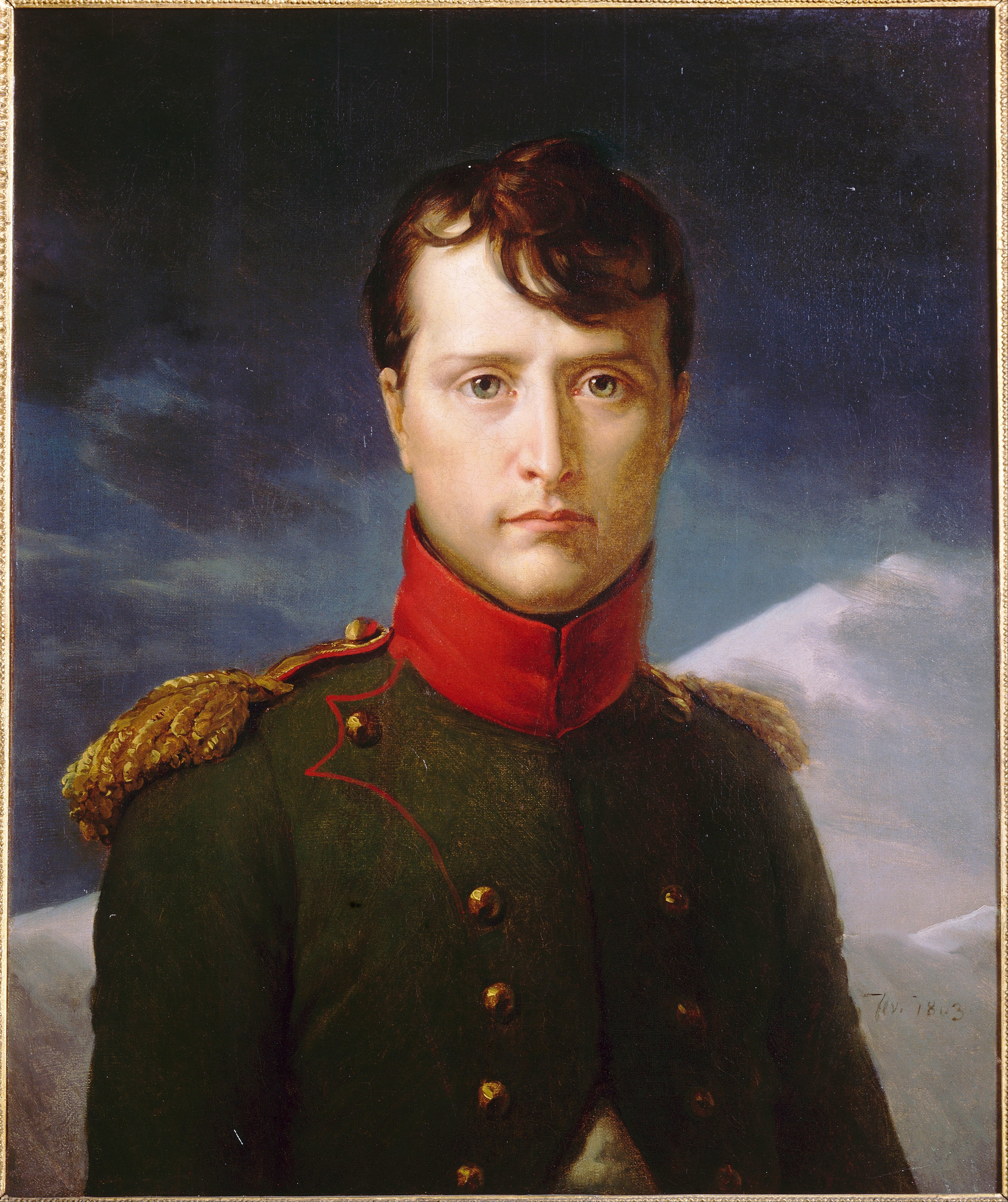
L'empereur Napoléon, père de Charles Léon.

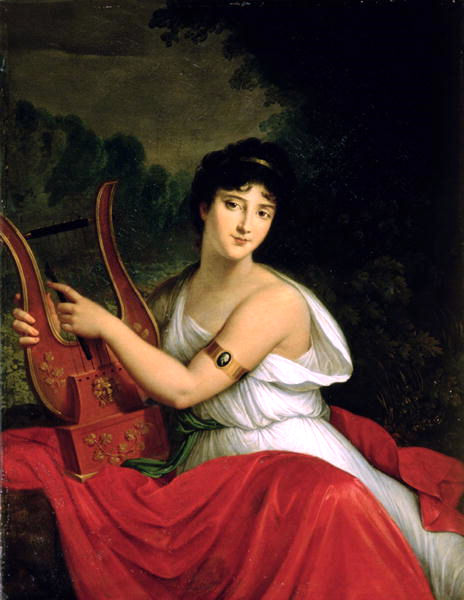
Éléonore Denuelle, mère de Charles Léon.

L'épouse de Napoléon, Joséphine de Beauharnais, ayant eu deux enfants de son premier mariage, Napoléon crut qu’il était stérile jusqu’au jour où une suivante de sa sœur Caroline, Éléonore Denuelle de La Plaigne, lui donna un fils : Charles Léon (l'empereur lui choisit ce nom, « Léon », pour ne pas l'appeler clairement « Napoléon », et il fut bientôt appelé le « comte Léon »). C'est ainsi que Napoléon se décida à répudier son épouse pour fonder une dynastie quelques années plus tard. L'empereur épouse le 2 avril 1810 l'archiduchesse Marie-Louise d'Autriche qui, le 20 mars 1811, lui donne un héritier, Napoléon II.

### Éducation
Le comte Léon est élevé loin de la cour impériale mais sous la protection de son père. Contrairement à son demi-frère Alexandre Walewski, fils naturel de Marie Walewska, l'« épouse polonaise » de Napoléon Ier, qui se montrait discret sur son impérial géniteur, le comte Léon ne manquait jamais de rappeler de qui il était le fils, ce qu'on ne pouvait mettre en doute, au vu de sa très grande ressemblance avec l'Empereur.
En l’absence de son père et de sa mère (qui a refait sa vie en Bavière), Charles Léon est confié à un tuteur et élevé dans l’ignorance de sa filiation.
Dans son testament, Napoléon Ier lui accorde une rente pour son entrée dans la magistrature et 320 000 francs pour l’achat d’une terre. Mais le fils de l’empereur, plus porté au plaisir qu’au travail, n’occupe jamais de hautes fonctions.

### Le prince «infernal» du Second Empire

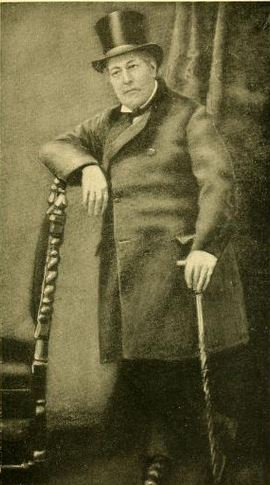
Le comte Charles Léon, dans les années 1870.

Sous le règne de Napoléon III, il se rapproche de Paris et fait la rencontre de l'empereur, son cousin. Celui-ci a beaucoup d'estime pour tous ses cousins bâtards (les enfants naturels de Napoléon).
Surnommé « le bâtard infernal » à cause de ses revendications, dont la demande de porter le titre de « prince », Charles Léon devint vite gênant pour la famille impériale. Pour l'écarter de Paris, l'empereur lui proposa même d'obtenir un poste en tant que préfet ou maire avec une pension impériale. Dans un premier temps, il accepte cette condition, mais très vite, voulant rendre hommage à l'image de son père, il retourne à Paris et fait une dernière revendication pour obtenir le droit de porter le nom de « Bonaparte ». Mais les conseillers de l'empereur, voyant d'un mauvais œil la légitimation de la famille du comte Léon, refusent cette revendication.
En froid avec l'empereur, Charles Léon s'éloigne une nouvelle fois de Paris, au moment où éclate la guerre franco-prussienne, en 1870.

### Mort
Après 1871 et la chute de l’Empire, Charles Léon s'installe à Pontoise, où il passe les dernières années de sa vie. Il y meurt le 14 avril 1881 à l'âge de 74 ans, dans des conditions assez modestes. Il était alors l’un des derniers fils de l'empereur encore en vie.

## Titres

### Titres nobiliaires
- Comte de l'Empire

## Descendance
Après une vie mouvementée, le comte Léon se maria en 1862 avec Françoise Jonet (1831-1899). Six enfants naquirent de cette union :
1. Charlélie (1854-1855) ;
2. Charles (1855-1894), 2e comte Léon, marié avec Jeanne-Marie Elegeert, sans postérité ;
3. Gaston (1857-1937[8]), 3e comte Léon, marié en 1e noces avec Marie-Ernestine Fiot, dont deux filles et trois fils, et en 2e noces avec Irma Germain, dont un fils :
  1. Fernande (1884-1966), mariée en 1912 avec René Brisart, dont une fille et deux fils :
    1. Andrée Brisart (1912-1992)
    2. Jean-Jacques Brisart (1915-1990), marié en 1938 avec Paulette Moga, dont une fille ;
    3. Guy Brisart (1918-1996), marié en 1938 avec Pétronille Camus, dont un fils et une fille ;

  2. Gaston (1886-1976), 4e comte Léon, marié avec Raymonde Viénot, sans postérité ;
  3. Henri (1889-1889)
  4. René (1890-1891)
  5. Jeanne (1892-1892)
  6. Charles (1911-1994), 5e et dernier comte Léon[9], marié avec Yvonne Haquin (1909-1991), dont une fille :
    1. Monique Léon (1934-2022), mariée en 1961 avec Jean-Claude Charasse (1936), dont une fille ;
4. Fernand (1861-1918), marié en 1892 avec Jeanne Loreau, sans postérité ;
5. Charlotte (1867-1946). Elle a 14 ans lorsque son père meurt. Courageuse, elle étudie, devient institutrice et est nommée à Boghari (auj. Ksar el Boukhari) en Algérie, où elle travaillera pendant dix ans. Le 3 août 1895, elle épouse Armand Mesnard. Le couple rentre en France à la fin 1895, et Charlotte est nommée institutrice à Sérignan. Ils auront un fils et une fille :
  1. Daniel Napoléon Jean Fernand Mesnard, né à Sérignan le 25 août 1896. Ce dernier est mort pour la France, à l'âge de 21 ans, au Fort de la Pompelle, près de Reims, le 17 juillet 1917. Il est inhumé dans le caveau des familles Denuelle de la Plaigne et Léon au Cimetière du Père-Lachaise à Paris.
  2. Jeanne Léone Armande Danielle Mesnard, née à Vitz-sur-Authie le 18 avril 1899, mariée à Paris le 31 mars 1921 avec Ulysse Repiquet, dont une fille :
    1. Colette Repiquet, née à Paris le 10 octobre 1922, mariée le 10 juillet 1948 avec Richard Tillie, dont quatre filles, et morte le 7 juin 2009 à Lupsault.
6. Fanny (1868-1868).